# Pomniki przyrody w powiecie mińskim

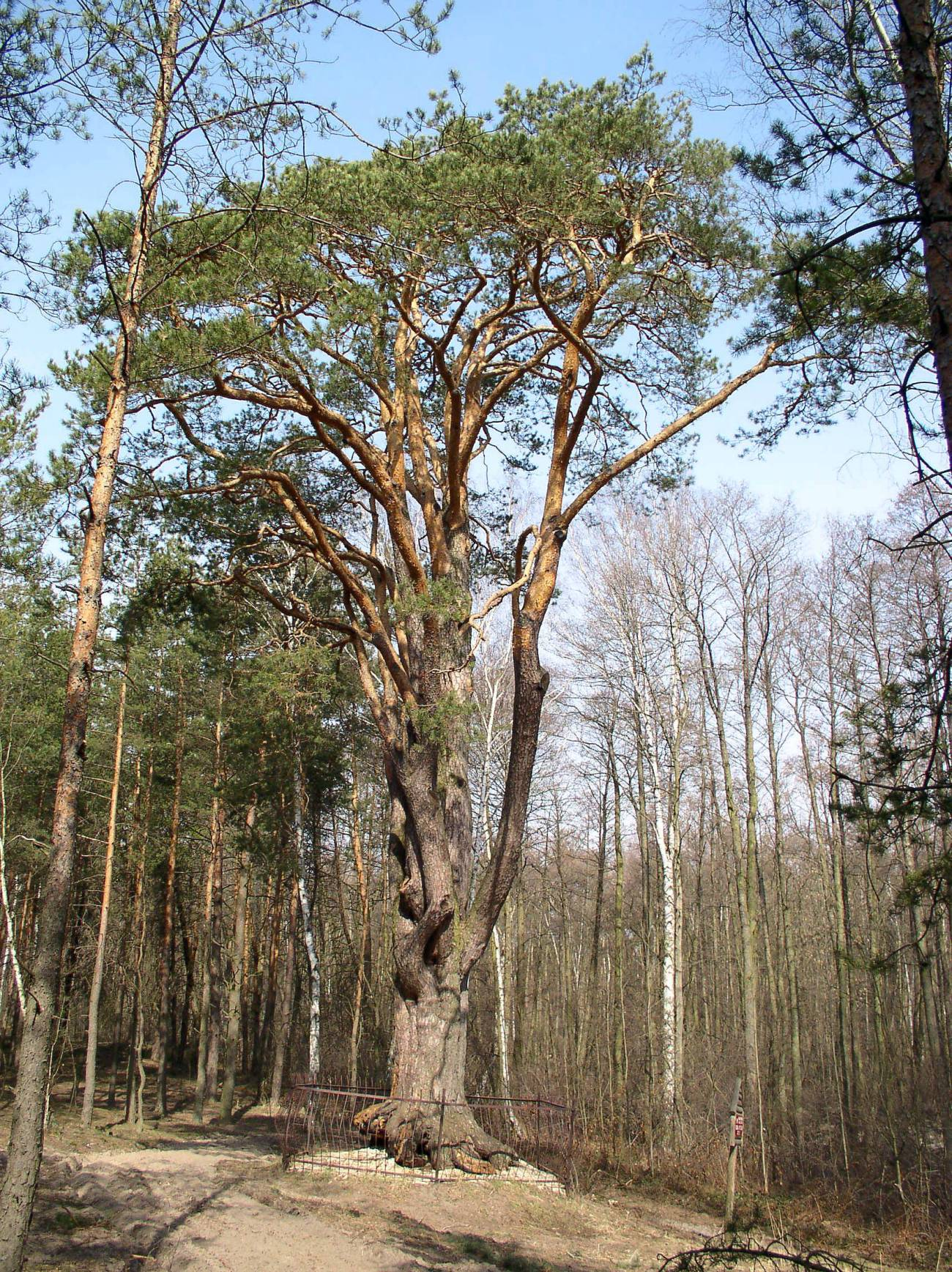
Sosna zwyczajna w Nadleśnictwie Mińsk

## Gmina Halinów

### Budziska
- dąb szypułkowy; wiąz szypułkowy; grab pospolity

obwód: 450; 220; 190. 195; 260, 270 cm
wysokość: 23; 20; 18 - 20; 18 - 20 m
bliższa lokalizacja: teren parku wiejskiego
- lipa drobnolistna; klon pospolity; wiąz szypułkowy

obwód: 270; 210; 280 cm
wysokość: 19; 19; 20 m
bliższa lokalizacja: teren parku wiejskiego / p. Kolanek

### Cisie

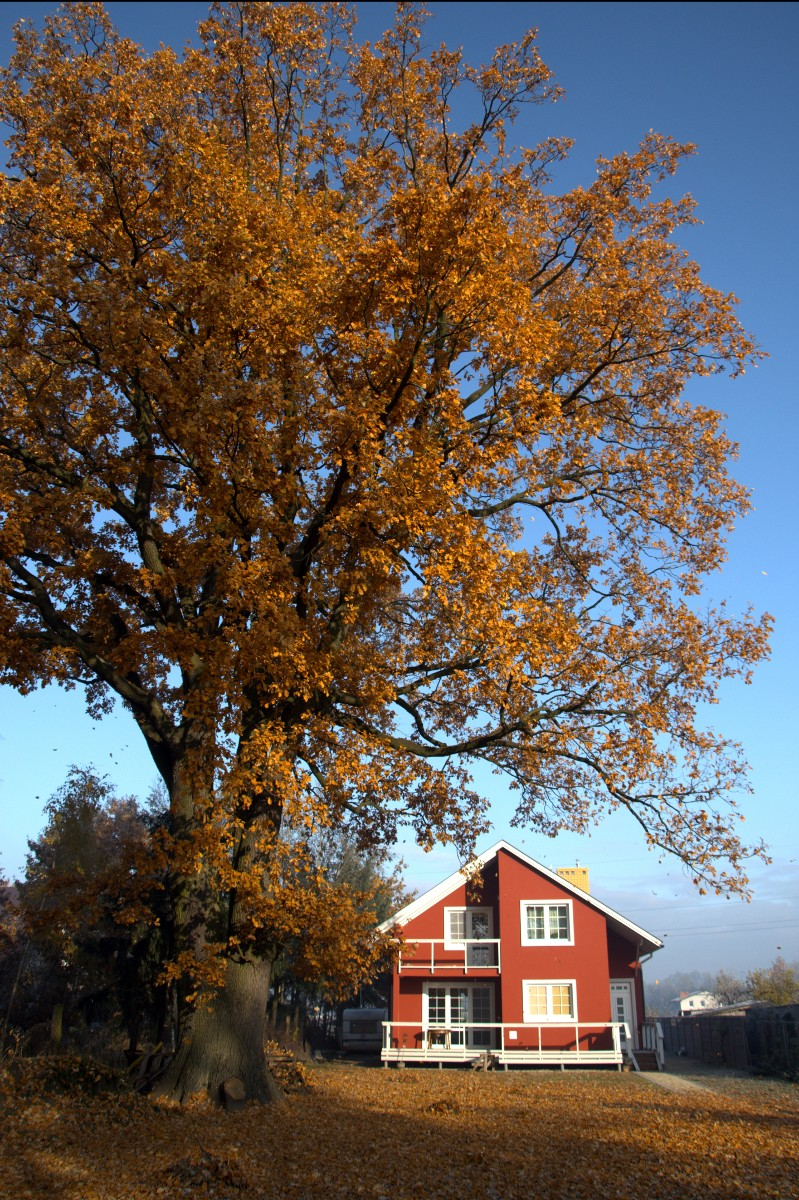
Dąb szypułkowy - Cisie ul. Dworcowa 4

- dąb szypułkowy (2 szt.); jesion wyniosły

obwód: 315, 320; 300 cm
wysokość: 22; 32 m
bliższa lokalizacja: na działce rolnej / p. Sarniak
- dąb szypułkowy – dąb Sobieskiego

wiek: 270 lat
obwód: 470 cm
wysokość: 22 m
lokalizacja: Cisie, ul. Dworcowa 4 (52° 12′ 40.25″ N, 21° 23′ 28.58″ E)
nr rej. mazowieckiego konserwatora przyrody - 192
- dąb szypułkowy

wiek: 200 lat
obwód: 340 cm
wysokość: 25 m
bliższa lokalizacja: ok. 300 m na wschód od zabudowań w pasie zadrzewień otaczających od południa teren sadu
- dąb szypułkowy

wiek: 250 lat
obwód: 408 cm
wysokość: 22 m
bliższa lokalizacja: przy drodze łączącej miejscowości Cisie i Halinów, w odległości ok. 1700 m od stacji kolejowej w Halinowie
- dąb szypułkowy

wiek: 270 lat
obwód: 470 cm
wysokość: 22 m
bliższa lokalizacja: teren parku podworskiego w Cisie

### Długa Kościelna
- żywotnik zachodni (2 szt.); kasztanowiec pospolity

obwód: 93, 84; 330 cm
wysokość: 12; 16 m
adres: ul. Powstania styczniowego 83
bliższa lokalizacja: parafia rzymsko-katolicka pod wezwaniem św. Anny w Długiej Kościelnej, na terenie plebanii
- granit (głaz)

obwód: 470 cm
wysokość: 1,10 m
adres: ul. Kochanowskiego
bliższa lokalizacja: na poboczu, po południowej stronie drogi Halinów - Długa Szlachecka, pomiędzy nieruchomościami nr 19 i 21
- jesion wyniosły  (2 szt.)

obwód: 275, 250 cm
wysokość: 22
bliższa lokalizacja: teren cmentarza przy zabytkowym kościele
- granitognejs szary o strukturze holokrystalicznej średnioziarnistej, o strukturze zbitej, bezładnej, miejscami lekko ukierunkowanej z widocznymi żyłami gruboziarnistego różowo zabarwionego skalenia, oraz dobrze wykształconymi wygładami lodowcowymi

obwód: 1000 cm
wysokość: 2,10 m
bliższa lokalizacja: ok. 150 do 200 m na południe od zabytkowego kościoła w miejscowości Długa Kościelna
- dąb szypułkowy  (2 szt.)

obwód: 350, 300 cm
wysokość: 20 m
bliższa lokalizacja: działka rolno - leśna / p. Zalewska
- lipa drobnolistna, grab pospolity, jesion wyniosły

obwód: 350, 300 cm
wysokość: 20 m
bliższa lokalizacja: dział 185 i 186, w resztce parku wiejskiego, w pobliżu zabytkowego kościoła (ul. Powstania styczniowego) w resztkach alei otaczających park

### Długa Szlachecka88
- wiąz szypułkowy  (2 szt.)

wiek: 150 lat
obwód: 280, 300 cm
wysokość: 25 m
bliższa lokalizacja: ok. 3 m w kierunku wschodnim od budynku mieszkalnego, na działce nr 497 (po przeciwnej stronie domu rośnie wiąz szypułkowy, którego arkusz ewidencyjny jest na odrębnej karcie) / p. Zmysłowscy /adm. P. Piwek

### Halinów
- dąb szypułkowy

obwód: 300 cm
wysokość: 20 m
adres: ul. Jana Pawła II
bliższa lokalizacja: na granicy ul. Jana Pawła II i działki o numerze ewidencyjnym 161/7
- dąb szypułkowy

wiek:100 – 150 lat
obwód: 320 cm
wysokość: 20 m
adres: ul. Jana Pawła II
bliższa lokalizacja: na granicy działki o numerze ew. 161/9 i ul. Jana Pawła II
- dąb szypułkowy  (2 szt.)

obwód: 275, 240 cm
wysokość: 26 m
adres: ul. Kolejowa 5
bliższa lokalizacja: w parku przydomowym
- brzoza brodawkowata (4 szt.)

obwód: 180 - 200 cm
wysokość: 18 m
adres: ul. Mickiewicza 67
bliższa lokalizacja: działka budowlana, tworzą szereg wzdłuż ogrodzenia
- wiąz szypułkowy

wiek: 100 lat
obwód: 290 cm
wysokość: 25 m
adres: ul. Mickiewicza (73 ?)
bliższa lokalizacja: na środku niezabudowanej działki / p. Nowicka
- dąb szypułkowy, wiąz szypułkowy

obwód: 260, 280 cm
wysokość: 18, 20 m
adres: ul. Okuniewska 95
bliższa lokalizacja: przy skrzyżowaniu z ul. Mickiewicza, działka leśna nr 9, w północnej części / p. Kowalski
- dąb szypułkowy

obwód: 300 cm
wysokość: 24 m
adres: ul. Paderewskiego
bliższa lokalizacja: p. Paszkowscy
- dąb szypułkowy

obwód: 260 cm
wysokość: 18 m
adres: ul. Jana Pawła II 7
bliższa lokalizacja: na podwórku gospodarczym, przed domem mieszkalnym, od strony ulicy
- dąb szypułkowy (2 szt.); topola biała

obwód: 290, 270; 370 cm
wysokość: 25; 35 m
bliższa lokalizacja: w parku, przy szkole podstawowej

### Józefin
- lipa drobnolistna

wiek: 200 lat
obwód: 375 cm
wysokość: 25 m
bliższa lokalizacja: ok. 15 m od zabudowań mieszkalnych / p. Jastrzębski
- dąb szypułkowy  (2 szt.)

wiek: 100, 250 lat
obwód: 420, 270 cm
wysokość: 35, 25 m
bliższa lokalizacja: ok. 40 m od drogi łączącej „szosę lubelską” z Halinowem / p. Dołowy
- dąb szypułkowy

wiek: 150 lat
obwód: 300 cm
wysokość: 25 m
bliższa lokalizacja: ok. 50 m na zachód od drogi asfaltowej „szosa lubelska” - Halinów / p. Szuba

### Konik Stary
- dąb szypułkowy

wiek: 150 lat
obwód: 305 cm
wysokość: 23 m
bliższa lokalizacja: ok. 10 m od szosy Warszawa - Mińsk Mazowiecki ( po stronie południowej), na terenie należącym do byłej osady dróżnika
- dąb szypułkowy

wiek: 200 lat
obwód: 320 cm
wysokość: 22 m
bliższa lokalizacja: ok. 80 m od szosy Warszawa - Mińsk Mazowiecki, na działce leśnej w szpalerze dębów w wieku 80 - 90 lat oddzielającym działkę leśną od pola, przy drodze polnej / p. Kwaśny
- dąb szypułkowy  (2 szt.)

wiek: 200 lat
obwód: 300, 280 cm
wysokość: 18, 22 m
bliższa lokalizacja: ok. 40 m od szosy Warszawa - Mińsk Mazowiecki, na polu ornym / p. Rudnicki

### Okuniew
- dąb szypułkowy

obwód: 340 cm
wysokość: 17 m
adres: ul. Kościelna 3
bliższa lokalizacja: parafia rzymsko-katolicka pod wezwaniem św. Stanisława w Okuniewie/ ogród przy budynku plebanii kościoła
- wiąz szypułkowy

obwód: 380 cm
wysokość: 23 m
adres: ul. Parkowa
bliższa lokalizacja: w pasie drogowym, obok zabytkowego parku
- klon pospolity

obwód: 350 cm
wysokość: 22 m
adres: ul. Parkowa
bliższa lokalizacja: na terenie parku podworskiego
- lipa drobnolistna

obwód: 290 cm
wysokość: 19 m
adres: ul. Parkowa (okolice)
bliższa lokalizacja: na terenie parku podworskiego, ok. 15 m na płd - wsch od ul. Parkowej
- dąb szypułkowy

wiek: 150 - 200 lat
obwód: 285 cm
wysokość: 22 m
adres: ul. Powstania Styczniowego 20
bliższa lokalizacja: Ośrodek Zarybieniowy PZW - Halinów, obok siedziby kierownika ośrodka
- dąb szypułkowy

wiek: 200 lat
obwód: 285 cm
wysokość: 22 m
adres: ul. Stanisławowska
bliższa lokalizacja: obok domu nr 27 / p. Stubiński
- topola biała

obwód: 400 cm
wysokość: 30 m
bliższa lokalizacja: w parku zabytkowym, na zapleczu ruin pałacu (w odległości ok. 50 m)
- dąb szypułkowy(2 szt.)

obwód: 305, 285 cm
wysokość: (?) m
bliższa lokalizacja: p. Jerzak/ na terenie działki ogrodzonej, dąb nr 1 - w części leśnej, dąb nr 2 - na terenie pola ornego
- topola kanadyjska

obwód: 615 cm
wysokość: 24 m
bliższa lokalizacja: parafia rzymsko-katolicka w Okuniewie, obok parkanu przy kościele

## Sulejówek

### Stara Żurawka 35
- wiąz szypułkowy

obwód: 300 cm
wysokość: 25 m
adres: ul. Czynu Społecznego 144
bliższa lokalizacja: w części centralnej podwórka gospodarczego / p. Linek

### Sulejówek
- dąb szypułkowy  (2 szt.)

wiek: 150 – 200 lat
obwód: 330, 220 cm
wysokość: 25 m
adres: ul. Czynu Społecznego
bliższa lokalizacja: osiedle Ratajewo, las, obręb 54 Sulejówek - Ratajewo / zakon o. Marianów
- dąb szypułkowy (5szt.) – grupa drzew

obwód: 250 + 250, 290, 300, 330, 440 cm
wysokość: 22 - 25 m
adres: ul. Czynu Społecznego 255
bliższa lokalizacja: osiedle Ratajewo, ok. 30 - 40 m od budynku mieszkalnego, obręb 54 Sulejówek - Ratajewo / p. Koechler
- dąb szypułkowy  (2 szt.)

obwód: 270, 330 cm
wysokość: 17, 18 m
adres: ul. Drobiarska
bliższa lokalizacja: osiedle Ratajewo, obręb 62 Sulejówek - Ratajewo / p. Grubek
- dąb szypułkowy  (3 szt.)

obwód: 240, 245, 400 cm
wysokość: 20 m
adres: ul. Drobiarska
bliższa lokalizacja: droga dojazdowa od ulicy do działki rolnej nr 48 obrębu 61, wzdłuż ogrodzenia posesji p. Czerniejewskiego
- topola kanadyjska

obwód: 490 cm
wysokość: 25 m
adres: ul. Głowackiego
bliższa lokalizacja: ul. Głowackiego róg ul. Krasińskiego, między osiedlem mieszkaniowym a stadionem
- dąb szypułkowy  (2 szt.)

obwód: 230, 250 cm
wysokość: 20 m
adres: ul. Grottgera 44
bliższa lokalizacja: działka budowlana, od południowo-wschodniej strony budynku mieszkalnego, w odległości ok. 4 - 5 m i 2 - 3 m od ogrodzenia od strony ulicy
- dąb szypułkowy

wiek: 150 lat
obwód: 395 cm
wysokość: 18 m
adres: ul. Kilińskiego
bliższa lokalizacja: po północnej stronie ulicy, na wysokości niezabudowanej posesji na ul. Kilińskiego 13
- dąb szypułkowy

wiek: 150 lat
obwód: 260 + 210 cm
wysokość: 18 m
adres: ul. Kombatantów
bliższa lokalizacja: po południowej stronie w liniacg rozgraniczających, naprzeciwko nieruchomości 118 i 120
- dąb szypułkowy

wiek: 150 lat
obwód: 305 cm
wysokość: 18 m
adres: ul. Kombatantów 124 A
bliższa lokalizacja: przed budynkiem mieszkalnym, obok torów kolei Warszawa - Siedlce
- dąb szypułkowy

wiek: 250 lat
obwód: 412 cm
wysokość: 23 m
adres: ul. Konopnicka 6
bliższa lokalizacja: teren osiedla Miłosna
- dąb szypułkowy

obwód: 425 cm
wysokość: 18 m
adres: w kwadracie ulic Kormoranów - Okuniew
bliższa lokalizacja: w kwadracie ulic, na terenie użytkowanym jako pole orne
- dąb szypułkowy

obwód: 280 cm
wysokość: 18 m
adres: ul. Małachowskiego 2
bliższa lokalizacja: obręb 20, w pasie ulicy
- dąb szypułkowy

wiek: 200 lat
obwód: 355 cm
wysokość: 22 m
adres: ul. Nałkowska
bliższa lokalizacja: w sąsiedztwie budynku nr 4, osiedle Miłosna
- dąb szypułkowy

wiek: 200 lat
obwód: 330 cm
wysokość: 22 m
adres: ul. Nałkowska 3
bliższa lokalizacja: teren osiedla Miłosna, w ogródku przydomowym
- dąb szypułkowy (2 szt.)

obwód: 245, 250 cm
wysokość: 18 m
adres: ul. Niemcewicza
bliższa lokalizacja: w pasie ulicy, obok posesji nr 1 i 5
- dąb szypułkowy

wiek: 200 lat
obwód: 300 cm
wysokość: 17 m
adres: ul. Okrzei 27
bliższa lokalizacja: teren osiedla Miłosna
- dąb szypułkowy (2 szt.)

wiek: 150 - 200 lat
obwód: 315, 355 cm
wysokość: 20 m
adres: ul. Okrzei 38
bliższa lokalizacja: osiedle Miłosna, na terenie sąsiadującym z torami kolejowymi
- dąb szypułkowy

obwód: 350 cm
wysokość: 20 m
adres: ul. Okrzei
bliższa lokalizacja: osiedle Miłosna, w liniach rozgraniczających ul. Okrzei po jej północnej stronie, w sąsiedztwie posesji nr 25
- dąb szypułkowy

wiek: 200 lat
obwód: 440 cm
wysokość: 22 m
adres: osiedle Ratajewo
bliższa lokalizacja: osiedle Miłosna, na terenie graniczącym od strony północnej z torami kolejowymi, naprzeciw stacji PKP Miłosna
- dąb szypułkowy (2 szt.)

wiek: 150 lat
obwód: 260, 240 + 230 cm
wysokość: (?) m
adres: osiedle Ratajewo
bliższa lokalizacja: osiedle Ratajewo, na wschodnim skraju lasu, ok. 100 m na południe od ul. Drobiarskiej, przy drodze polnej, obręb 54 Sulejówek - Ratajewo / p. Krecznier
- dąb szypułkowy

wiek: 200 lat
obwód: 370 cm
wysokość: 25 m
adres: osiedle Ratajewo
bliższa lokalizacja: osiedle Ratajewo nr 48, na działce budowlanej, przy drodze (bez nazwy) zaczynającej się naprzeciw cmentarza, dąb rośnie na drodze, na granicy działki
- dąb szypułkowy (2 szt.)

obwód: 300, 260 cm
wysokość: 20 m
adres: osiedle Ratajewo
bliższa lokalizacja: osiedle Ratajewo nr. 50, na podwórzu gospodarczym, obok budynków / p. Rączka
- dąb szypułkowy

wiek: 150 – 200 lat
obwód: 335 cm
wysokość: 25 m
adres: osiedle Ratajewo
bliższa lokalizacja: osiedle Ratajewo, na skraju gruntu ornego / p. Lipska
- dąb szypułkowy

obwód: 315 cm
wysokość: 22 m
adres: osiedle Ratajewo
bliższa lokalizacja: osiedle Ratajewo, na wschodniej ścianie lasu, w odległości ok. 80 m na południe od ul. Drobiarskiej / Zgromadzenie Księży Marianów
- dąb szypułkowy (3 szt) – grupa drzew

wiek: 150 – 180 lat
obwód: 260, 265, 280 cm
wysokość: 21 - 23 m
adres: osiedle Ratajewo
bliższa lokalizacja: w liniach rozgraniczających ulicy Drobiarskiej
- dąb szypułkowy

obwód: 300 cm
wysokość: 21 m
adres: ul. Poniatowskiego 17
- dąb szypułkowy

wiek: 200 lat
obwód: 320 cm
wysokość: 28 m
adres: ul. Reja 2
bliższa lokalizacja: w ogrodzie, obok pawilonu usługowego (fryzjer)
- dąb szypułkowy

obwód: 260 cm
wysokość: 25 m
adres: ul. Reymonta
bliższa lokalizacja: w pasie chodnika pomiędzy posesjami nr 4 i 6
- dąb szypułkowy

obwód: 250 cm
wysokość: 28 m
adres: ul Reymonta 24
bliższa lokalizacja: na zabudowanej, ogrodzonej działce, przy ulicy, w pobliżu chodnika dla pieszych
- dąb szypułkowy

wiek: 150 lat
obwód: 330 cm
wysokość: 20 m
adres: ul. Sienkiewicz 4/6
bliższa lokalizacja: róg ul. Dworcowej, w ogrodzie posesji, ok. 50 m od torów PKP po stronie południowej
- dąb szypułkowy (2 szt.)

obwód: 315, 320 cm
wysokość: 20 m
adres: ul. Trakt Brzeski 134 A
bliższa lokalizacja: działka budowlana / p. Sosnowski
- dąb szypułkowy

obwód: 260 cm
wysokość: 20 m
adres: ul. Żwirowa 1 A
bliższa lokalizacja: na poboczu ul. Żwirowej, przy posesji
- topola czarna

wiek: 150 lat
obwód: 475 cm
wysokość: 35 m
bliższa lokalizacja: ok. 300 m od szosy Warszawa-Mińsk Mazowiecki, w kierunku północnym (widoczna z szosy), na polu ornym / p. Przyłuski
- dąb szypułkowy

wiek: 200 lat
obwód: 340 cm
wysokość: 20 m
bliższa lokalizacja: ok. 300 m na północ od szosy Warszawa - Mińsk Mazowiecki, obok domu mieszkalnego

## Gmina Mińsk Mazowiecki

### Leśnictwo Stankowizna
- sosna zwyczajna Wszebora